# الكويت في الألعاب البارالمبية الصيفية 1984
الكويت في الألعاب البارالمبية الصيفية 1984 شاركت الكويت في الألعاب البارالمبية الصيفية 1984 التي أُقيمت في كل من: ستوك ماندفيل ببريطانيا العظمى ومدينة نيويورك بالولايات المتحدة . وشاركت الكويت بـ22 متسابقًا (20 رجلاً وسيدتان)، وقد حصلت الكويت على 8 ميداليات متنوعة (ذهبية و 3 ميداليات فضية و 4 ميداليات برونزية) وقد مكنها ذلك من احتلال المركز 31 في جدول الميداليات.
وتعد هذه هي المشاركة الثانية للكويت في الدورات البارالمبية، وذلك بعد مشاركتها الأولى في دورة 1980 في هولندا. واستطاعت عادلة الرومي الحصول على ثلاث ميداليات بمفردها من بين الــ8 ميداليات التي حصلت عليها الكويت في هذه الدورة، ميدالية ذهبية وأخري فضية وثالثة برونزية.

## جدول الميداليات
يمثل الجدول التالي الميداليات التي حصلت عليها الكويت في دورة الالعاب البارالمبية الصيفية في ستوك مادفيل ونيويورك، وكذلك اسماء اللاعبين الحاصلين على تلك الميداليات ومجال المنافسة.
| ميدالِية | الاسم        | الجنس | الرياضة               | الحدث             |
| ------- | ------------ | ----- | --------------------- | ----------------- |
| ذهبية   | عادلة الرومي | أنثي  | ألعاب القوى           | رمي القرص         |
| فضية    | عادلة الرومي | أنثي  | ألعاب القوى           |                   |
| فضية    | حياة الصباح  | أنثى  | العاب القوى           |                   |
| فضية    | نزار أحمد    | ذكر   | سباحة                 | 100م فراشة رجال   |
| برونزية | عادلة الرومي | أنثي  | ألعاب القوى           | سباق التعرج سيدات |
| برونزية | أحمد الصالح  | ذكر   | سياج الكراسي المتحركة | سيف فردي          |
| برونزية | يوسف ناصر    | ذكر   | سباحة                 | 100 م فراشة رجال  |
| برونزية | يوسف ناصر    | ذكر   | سباحة                 | 200م متنوع رجال   |